# Tuberculatus konaracola
Tuberculatus konaracola är en insektsart. Tuberculatus konaracola ingår i släktet Tuberculatus och familjen långrörsbladlöss. Inga underarter finns listade i Catalogue of Life.